# Wschodni Manycz
Wschodni Manycz (ros. Восточный Маныч – Wostocznyj Manycz) – rzeka w południowej Rosji przeduralskiej, na granicy Kraju Stawropolskiego i Kałmucji. Długość – 141 km, powierzchnia zlewni – 12,5 tys. km² (w tym 113 jezior, głównie słonych i słonawych, o łącznej powierzchni 155 km²), średni roczny przepływ (u ujścia Czograju) – 0,75 m³/s. Reżim śniegowy, znaczne wahania przepływu w ciągu roku. Rzeka stanowi część systemu wodnego Manycza.
Wschodni Manycz ma źródła na południowym krańcu Grzędy Salsko-Manyckiej, skąd spływa na południe do Obniżenia Kumsko-Manyckiego. Obniżeniem tym płynie na południowy wschód na skraj Niziny Nadkaspijskiej, gdzie kończy bieg w licznych słonych Jeziorach Sostyńskich. Większe dopływy: Raguli, Czograj (prawe). Przepływa przez sztuczny Czograjski Zbiornik Wodny.
W latach 1965–1975 w zlewni Wschodniego Manycza przeprowadzono rozległe prace melioracyjne, w szczególności utworzono Zbiornik Czograjski i poprzez sieć kanałów skierowano do Manycza część wód Tereku i Kumy. W efekcie przepływ Wschodniego Manycza wzrósł 4,7 raza i znacznie się ustabilizował. Zmniejszyło się również zasolenie jego wód. Wtedy również odcięto od Wschodniego Manycza jego największy dopływ – Kałaus, który skierowano do Zachodniego Manycza.